# Arcidiecéze Rabat
Arcidiecéze Rabat je římskokatolická metropolitní arcidiecéze v Maroku, jejíž sídlo je v Rabatu. V roce 1923 byl zřízen apoštolský vikariát Rabatu, který byl roku 1955 povýšen na metropolitní arcibiskupství bez sufragánních diecézí, které je bezprostředně podřízeno Svatému Stolci. Od roku 2017 ji vede arcibiskup Cristóbal López Romero.

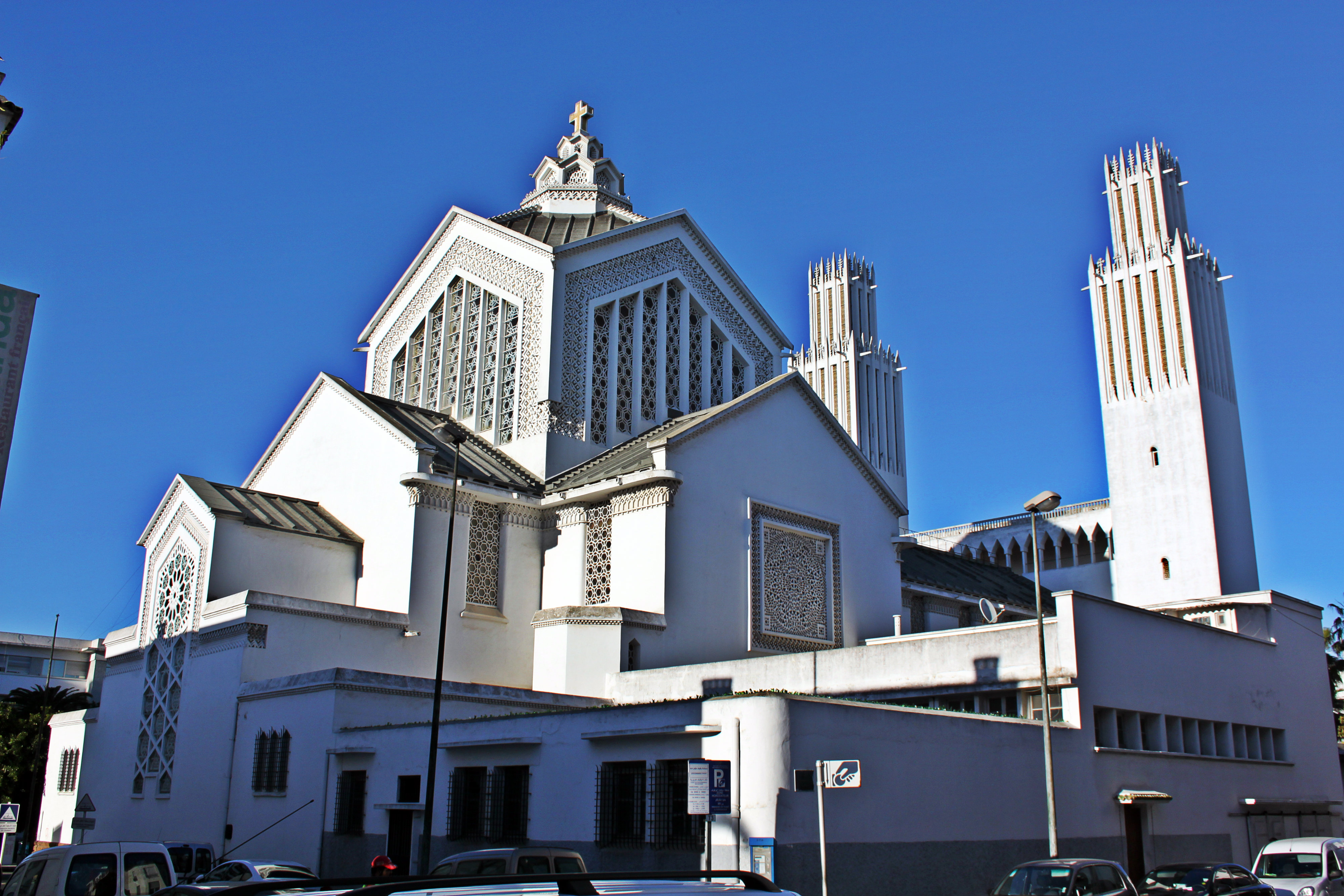
Rabatská katedrála sv. Petra